# موسى جي. ليونارد
موسى جي. ليونارد (بالإنجليزية: Moses G. Leonard)‏ هو قاضي وسياسي أمريكي، ولد في 10 يوليو 1809 في الولايات المتحدة، وتوفي في 20 مارس 1899 في بروكلين في الولايات المتحدة. حزبياً، نشط في الحزب الديمقراطي. وقد انتخب عضو مجلس النواب الأمريكي.